# Heerlijkheid Vorenseinde
Vorenseinde was een zelfstandige heerlijkheid die zich bevond ten zuidwesten van de huidige plaats Sprundel. Deze heeft bestaan van omstreeks 1370 tot 1810.

## Toponymie
Er wordt beweerd dat Vorenseinde in de eerste helft van de 14e eeuw de oostgrens van de heerlijkheid Bergen op Zoom vormde en genoemd zou zijn naar de toenmalige Vrouwe van Bergen op Zoom, Johanna van Voorne. Deze bewering kan echter niet worden bewezen. In de Brabantse toponymie verwijst de uitgang -eind(e) in het algemeen naar een (op woeste gronden) doodlopende weg.

## Geschiedenis
Vorenseinde was een kleine bestuurlijke eenheid, die slechts 25 à 30 gezinnen omvatte, maar niettemin over eigen schepenen, een stadhouder namens de drossaard van Wouw, een vorster enzovoorts beschikte. Kerkelijk behoorden de bewoners echter tot de parochie van Sprundel. In de tijd van de reformatie was er een schuurkerk in Vorenseinde, die aan het begin van de Waterstraat was gelegen.
In 1810 ging Vorenseinde op in de gemeente Rucphen. Deze gemeente had van 1813-1952 officieel dan ook de naam: Rucphen en Vorenseinde.
Tegenwoordig bestaat nog de Vorenseindseweg die in zuidwestelijke richting van Sprundel naar Schijf voert, met als zijstraat de Waterstraat. Beide straten kennen lintbebouwing en vormen feitelijk nog een buurtschap.